# Остин (Арканзас)
Остин (англ. Austin) — город, расположенный в округе Лонок (штат Арканзас, США), с населением в 605 человек по статистическим данным переписи 2000 года.

## География
По данным Бюро переписи населения США Остин имеет общую площадь в 7,77 квадратных километров, водных ресурсов в черте населённого пункта не имеется.
Город Остин расположен на высоте 75 метров над уровнем моря.

## Демография
По данным переписи населения 2000 года в Остине проживало 605 человек, 173 семьи, насчитывалось 218 домашних хозяйств и 236 жилых домов. Средняя плотность населения составляла около 78,6 человек на один квадратный километр. Расовый состав Остина по данным переписи распределился следующим образом: 96,20 % белых, 0,17 % — чёрных или афроамериканцев, 0,17 % — коренных американцев, 2,15 % — представителей смешанных рас, 1,32 % — других народностей. Испаноговорящие составили 5,62 % от всех жителей города.
Из 218 домашних хозяйств в 38,1 % — воспитывали детей в возрасте до 18 лет, 65,1 % представляли собой совместно проживающие супружеские пары, в 8,3 % семей женщины проживали без мужей, 20,2 % не имели семей. 15,1 % от общего числа семей на момент переписи жили самостоятельно, при этом 6,9 % составили одинокие пожилые люди в возрасте 65 лет и старше. Средний размер домашнего хозяйства составил 2,78 человек, а средний размер семьи — 3,09 человек.
Население города по возрастному диапазону по данным переписи 2000 года распределилось следующим образом: 26,4 % — жители младше 18 лет, 9,9 % — между 18 и 24 годами, 32,7 % — от 25 до 44 лет, 21,5 % — от 45 до 64 лет и 9,4 % — в возрасте 65 лет и старше. Средний возраст жителей составил 36 лет. На каждые 100 женщин в Остине приходилось 103,0 мужчин, при этом на каждые сто женщин 18 лет и старше приходилось 103,2 мужчин также старше 18 лет.
Средний доход на одно домашнее хозяйство в городе составил 44 063 доллара США, а средний доход на одну семью — 49 107 долларов. При этом мужчины имели средний доход в 30 069 долларов США в год против 21 116 долларов среднегодового дохода у женщин. Доход на душу населения в городе составил 17 369 долларов в год. 3,6 % от всего числа семей в населённом пункте и 6,3 % от всей численности населения находилось на момент переписи населения за чертой бедности, при этом 7,6 % из них были моложе 18 лет и 6,8 % — в возрасте 65 лет и старше.